# Wonokerto (Tegalrejo)
Wonokerto is een bestuurslaag in het regentschap Magelang van de provincie Midden-Java, Indonesië. Wonokerto telt 1173 inwoners (volkstelling 2010).